# Kuzmickas
Kuzmickas ist ein litauischer männlicher Familienname, abgeleitet von russischem Vornamen Kusma  (Кузьма). 

## Weibliche Formen
- Kuzmickaitė (ledig)
- Kuzmickienė (verheiratet)

## Personen
- Bronislavas Juozas Kuzmickas (1935–2023),  Philosoph und Professor, Politiker, Mitglied des Seimas
- Kęstutis Kuzmickas (* 1959), Psychotherapeut und Politiker, Mitglied des Seimas